# Masato Kudo
Masato Kudo (工藤 壮人 Kudō Masato?), född 6 maj 1990 i Suginami i Tokyo, död 21 oktober 2022 i Miyazaki prefektur, var en japansk fotbollsspelare.

## Klubbkarriär
Den 10 december 2020 värvades Kudo av australiska Brisbane Roar. Den 7 augusti 2021 kom Kudo överens med Brisbane Roar om att bryta kontraktet.

## Landslagskarriär
Kudo debuterade för Japans landslag den 21 juli 2013 i en 3–3-match mot Kina.